# Rūta Meilutytė
Rūta Meilutytė (Kaunas, Lituània, 19 de març de 1997) és una nedadora especialista en braça, tot i que ha practicat amb èxit tots els estils. Meilutytė és medallista d'or olímpica en 100 metres braça als Jocs de Londres 2012 i és també la posseïdora del rècord mundial actual de braça de 50 i 100 metres, aconseguits al Mundial de Barcelona 2013. A l'edat de 17 anys, també és la primera i l'única nedadora en la història a guanyar tots els títols possibles de natació en tots els grups d'edat.

## Biografia
A l'edat de 15 anys, ja havia batut onze rècords de natació de Lituània. Al Festival Olímpic d'Estiu de la Joventut Europea 2011 (Trabzon - Turquia) Meilutytė va guanyar la medalla d'or en els 100 metres braça, una de plata en 50 metres lliures i una de bronze en els 100 metres estil lliure. En els Jocs Olímpics de 2012 a Londres, Meilutytė va guanyar la medalla d'or en la braça de 100 metres amb un temps d'1:05.47. Als 15 anys, ella també és la lituana més jove a guanyar una medalla d'or olímpica. En la semifinal ella va trencar el rècord d'Europa dels 100 m braça amb un temps de 1:05.21. En 2013 va trencar el seu propi rècord europeu per 0.01 segons. Meilutytė nada per Plymouth College i és entrenada per Jon Rudd al programa de Plymouth Leander Natació.